# آمریکا، بوئنوس آیرس
امریکا، استان بئوناس ایرز (به اسپانیایی: América, Buenos Aires Province) یک شهر در آرژانتین است که در Rivadavia Department, Buenos Aires واقع شده‌است.

## خصوصیات
امریکا ۱۲٬۳۶۱ نفر جمعیت دارد و ۱۰۱ متر بالاتر از سطح دریا واقع شده‌است.

## نگارخانه

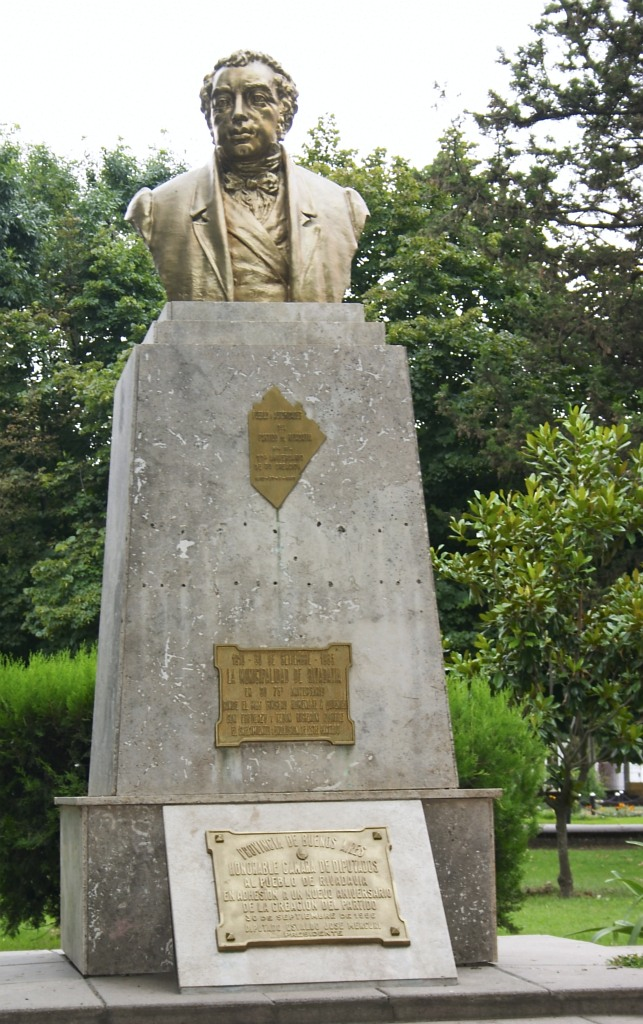
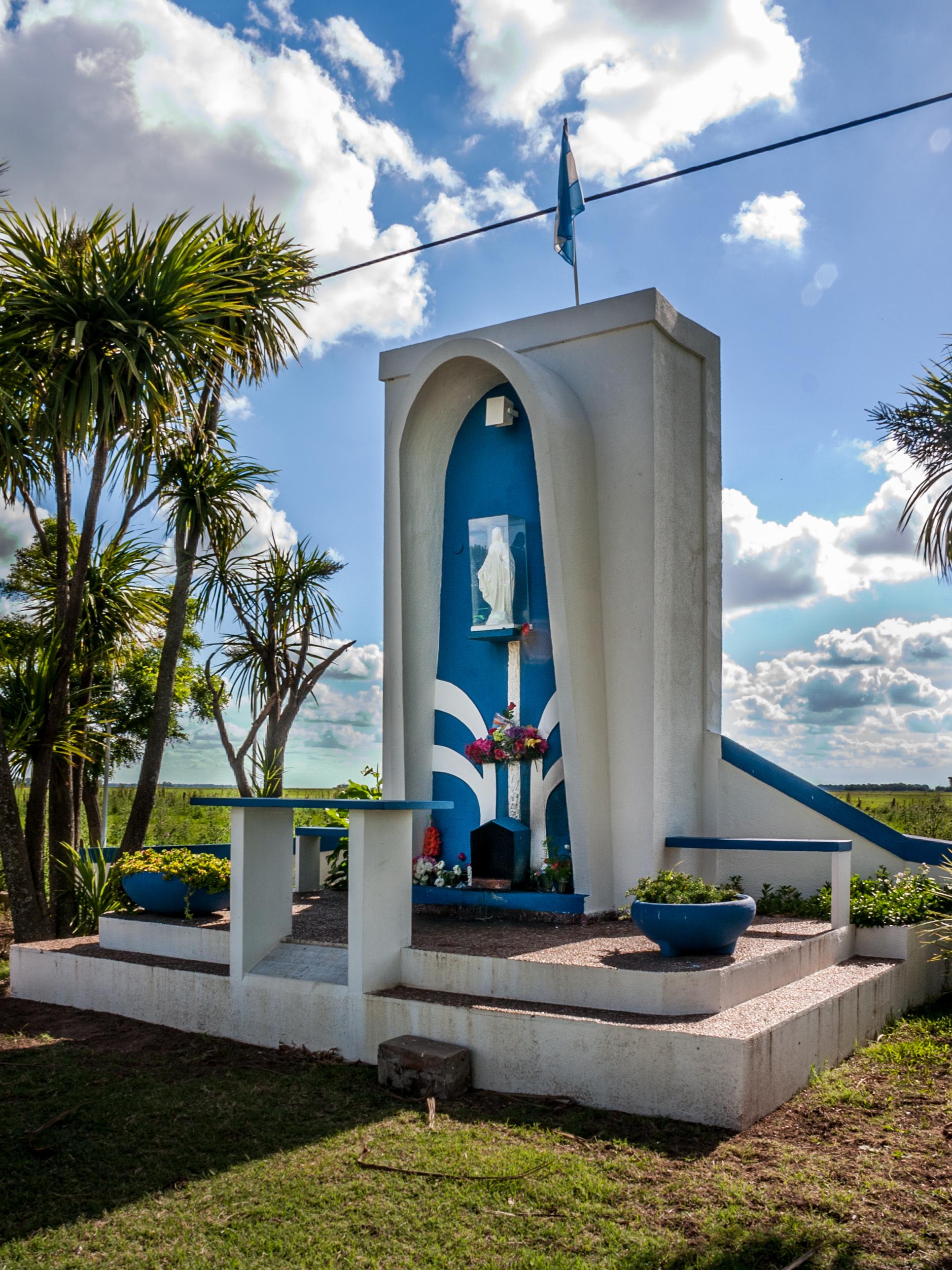
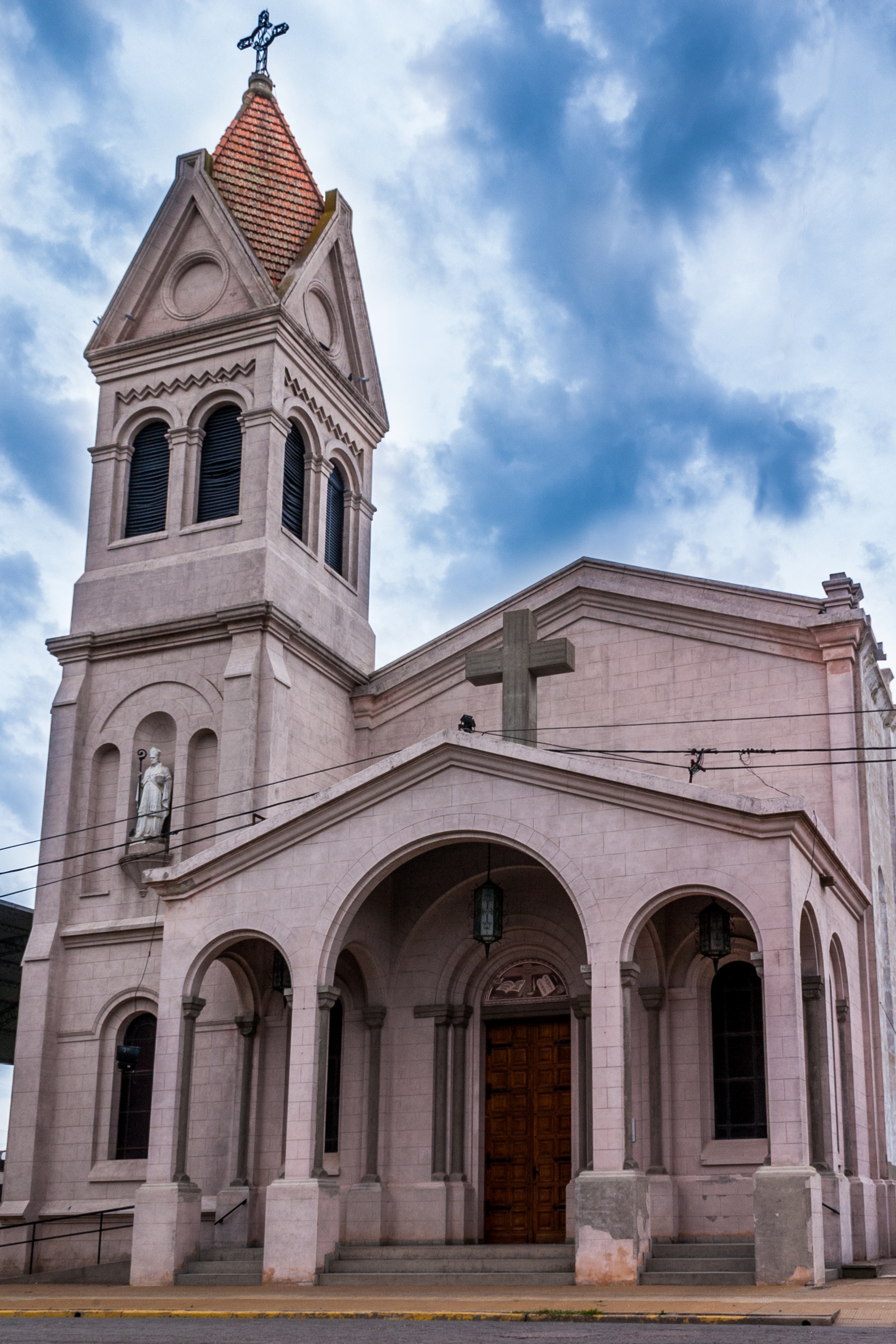
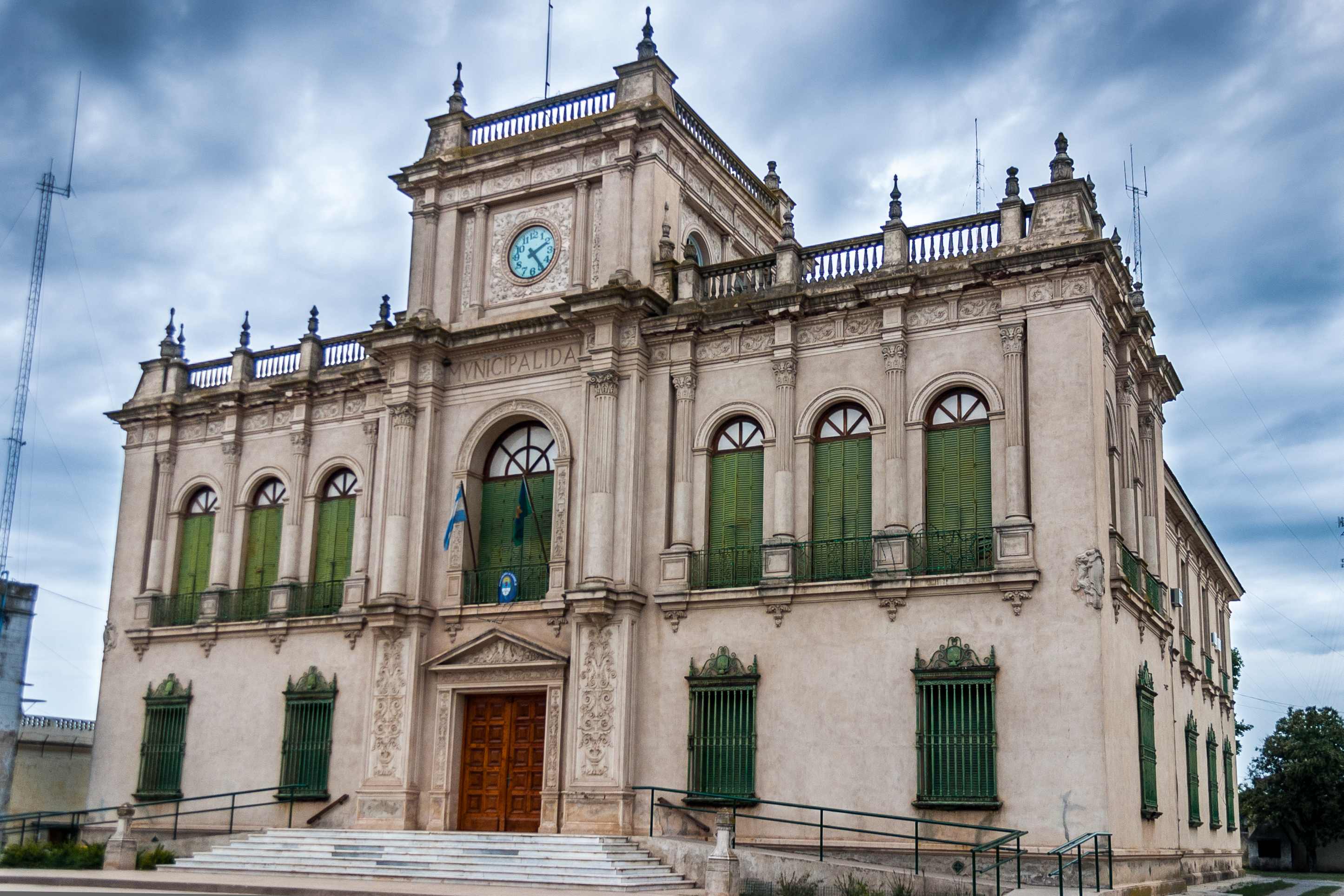
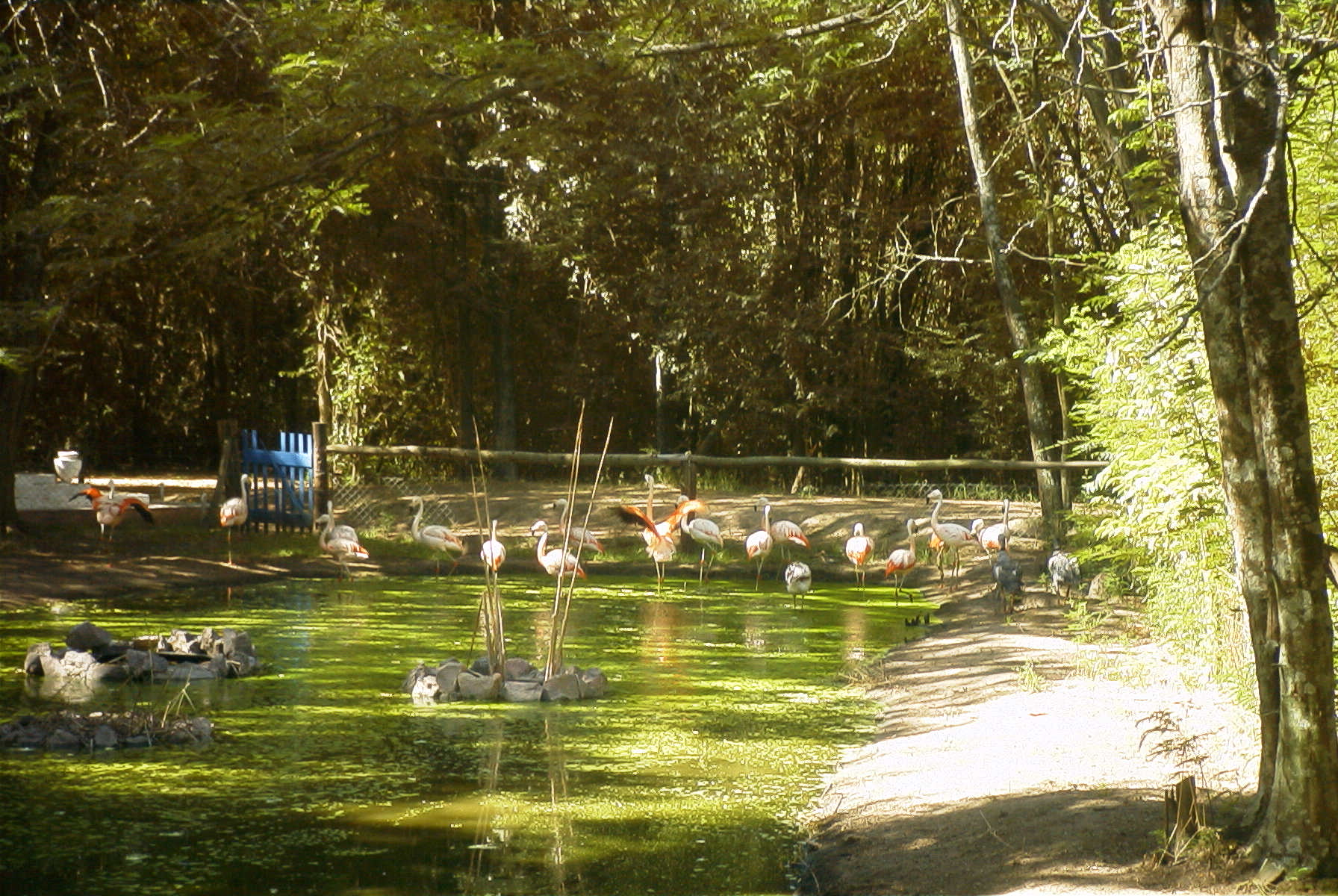
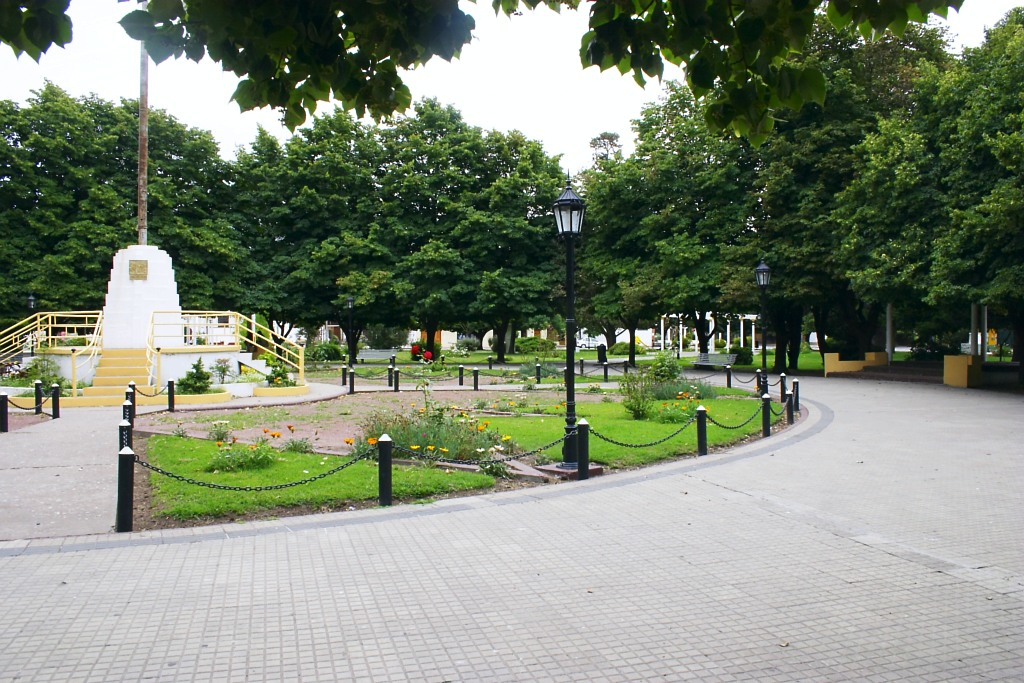
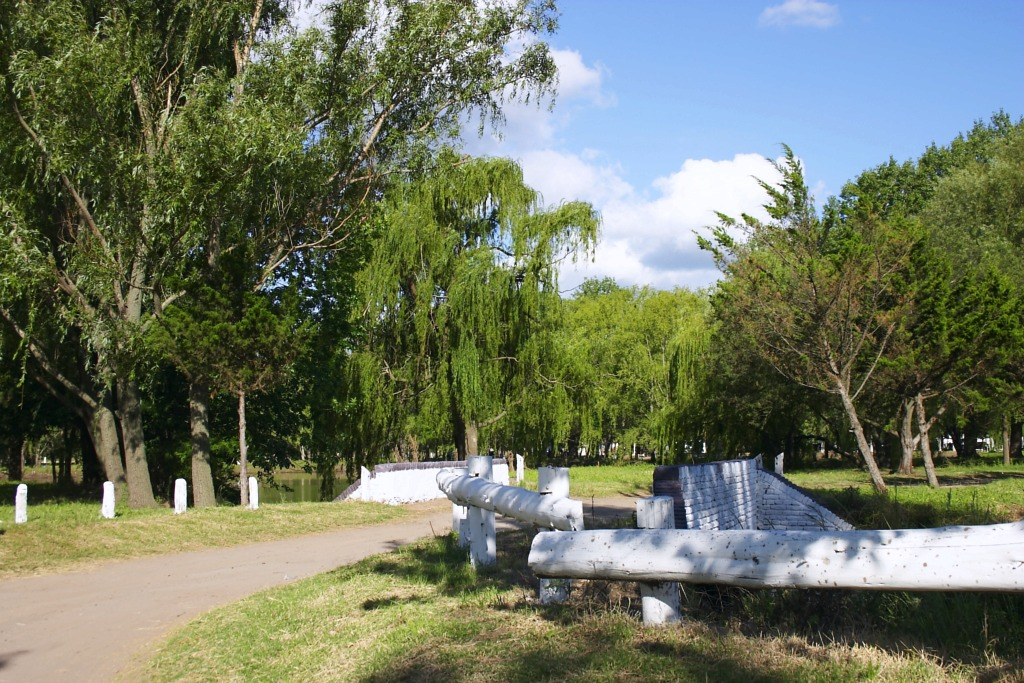
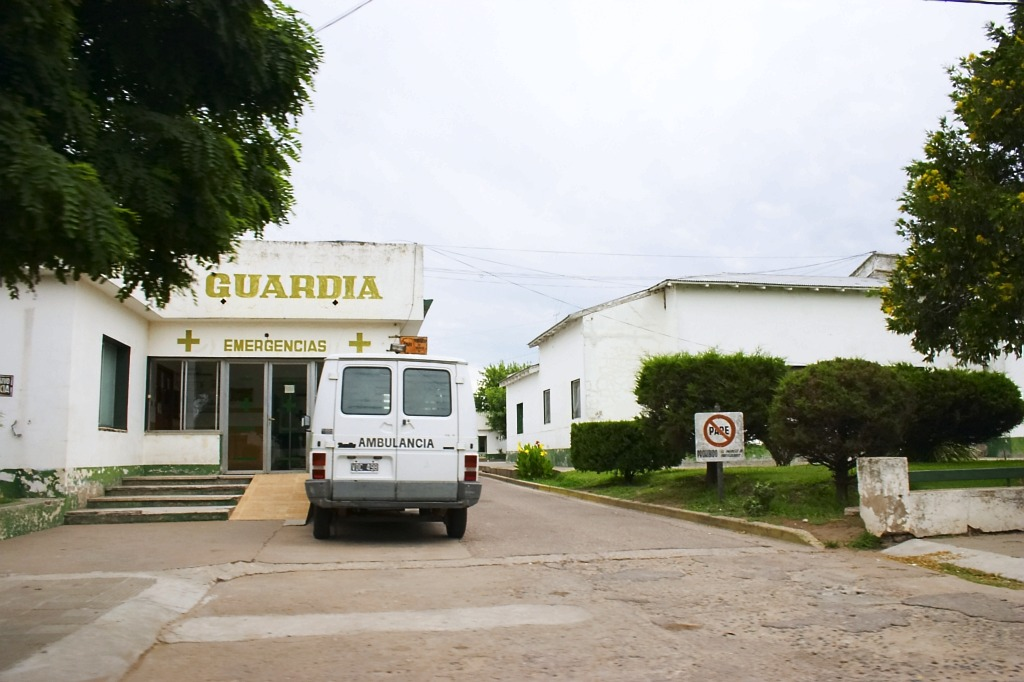